# Araujia
Araujia là chi thực vật có hoa trong họ Apocynaceae. Chi này phân bố từ Bolivia tới Brazil và Argentina.

## Các loài
- Araujia angustifolia (Hook. & Arn.) Steud., 1840
- Araujia brachystephana (Griseb.) Fontella & Goyder, 2011
- Araujia hassleriana (Malme) Fontella & Goyder, 2011
- Araujia herzogii (Schltr.) Fontella & Goyder, 2011
- Araujia megapotamica (Spreng.) G.Don, 1837
- Araujia odorata (Hook. & Arn.) Fontella & Goyder, 2011
- Araujia plumosa Schltr., 1895
- Araujia scalae (Hicken) Fontella & Goyder, 2011
- Araujia sericifera Brot., 1818
- Araujia stormiana Morong, 1893
- Araujia stuckertiana (Kurtz ex Heger) Fontella & Goyder, 2011
- Araujia subhastata E.Fourn., 1885
- Araujia variegata (Griseb.) Fontella & Goyder, 2011

## Hình ảnh

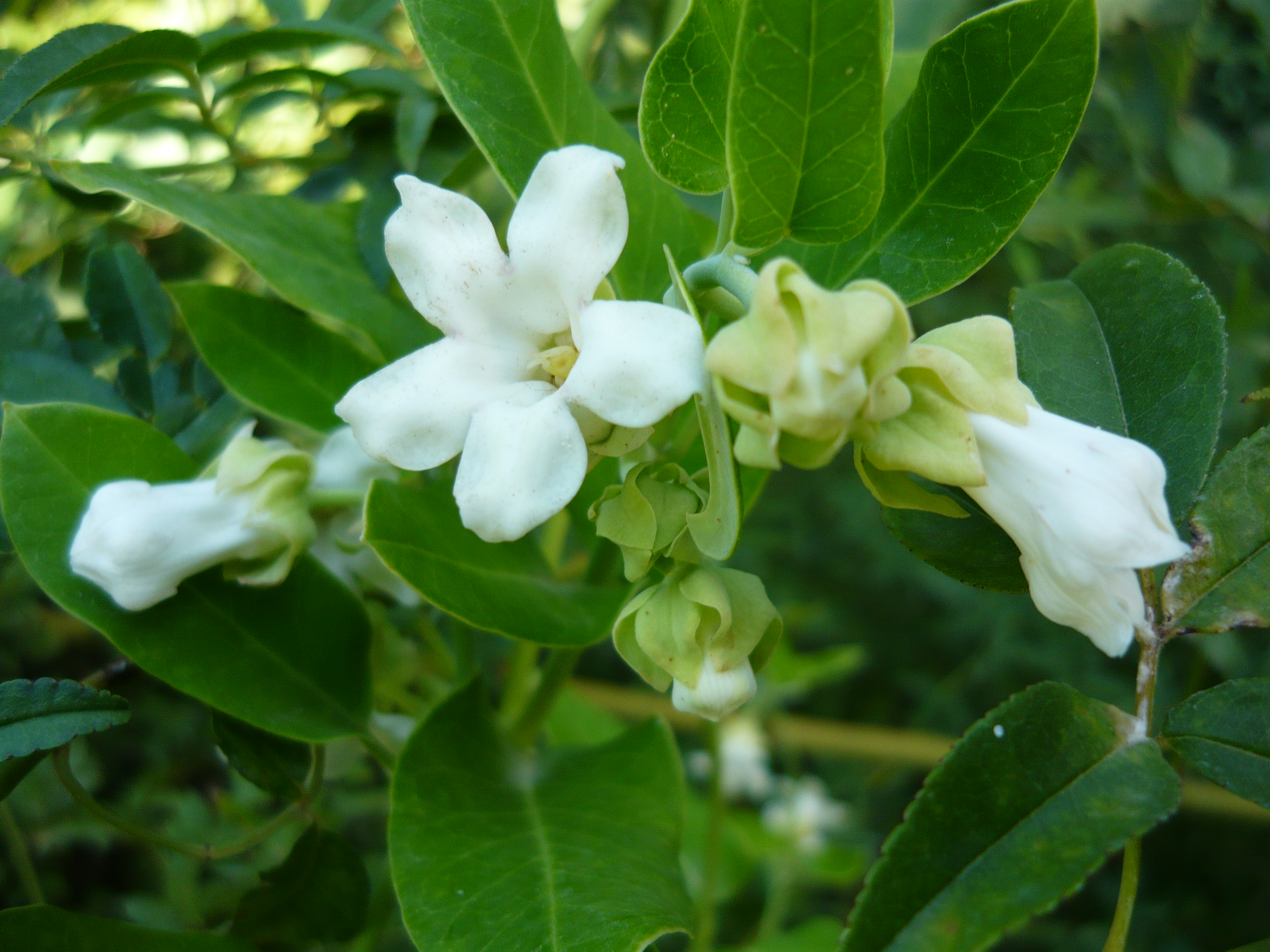
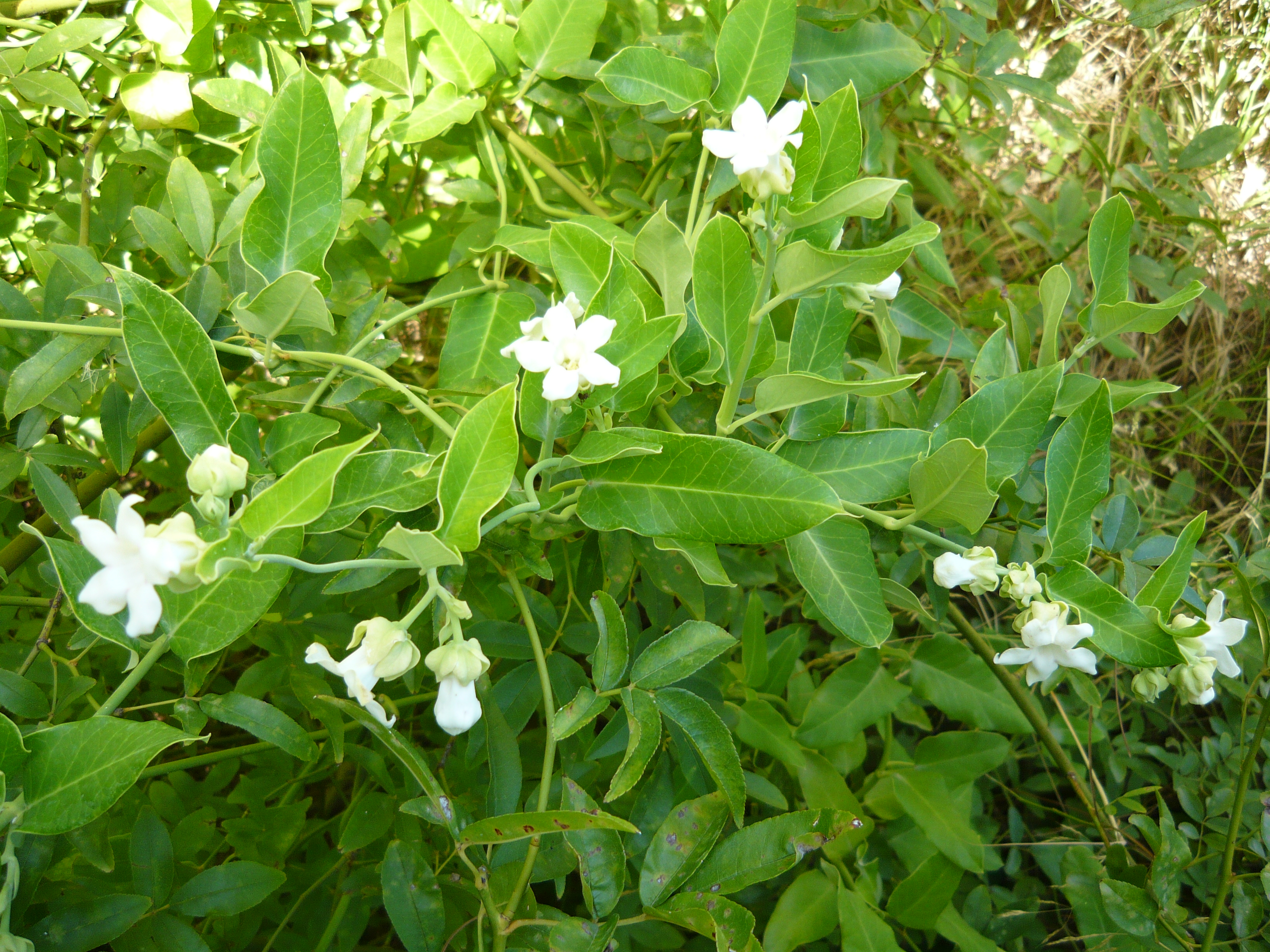
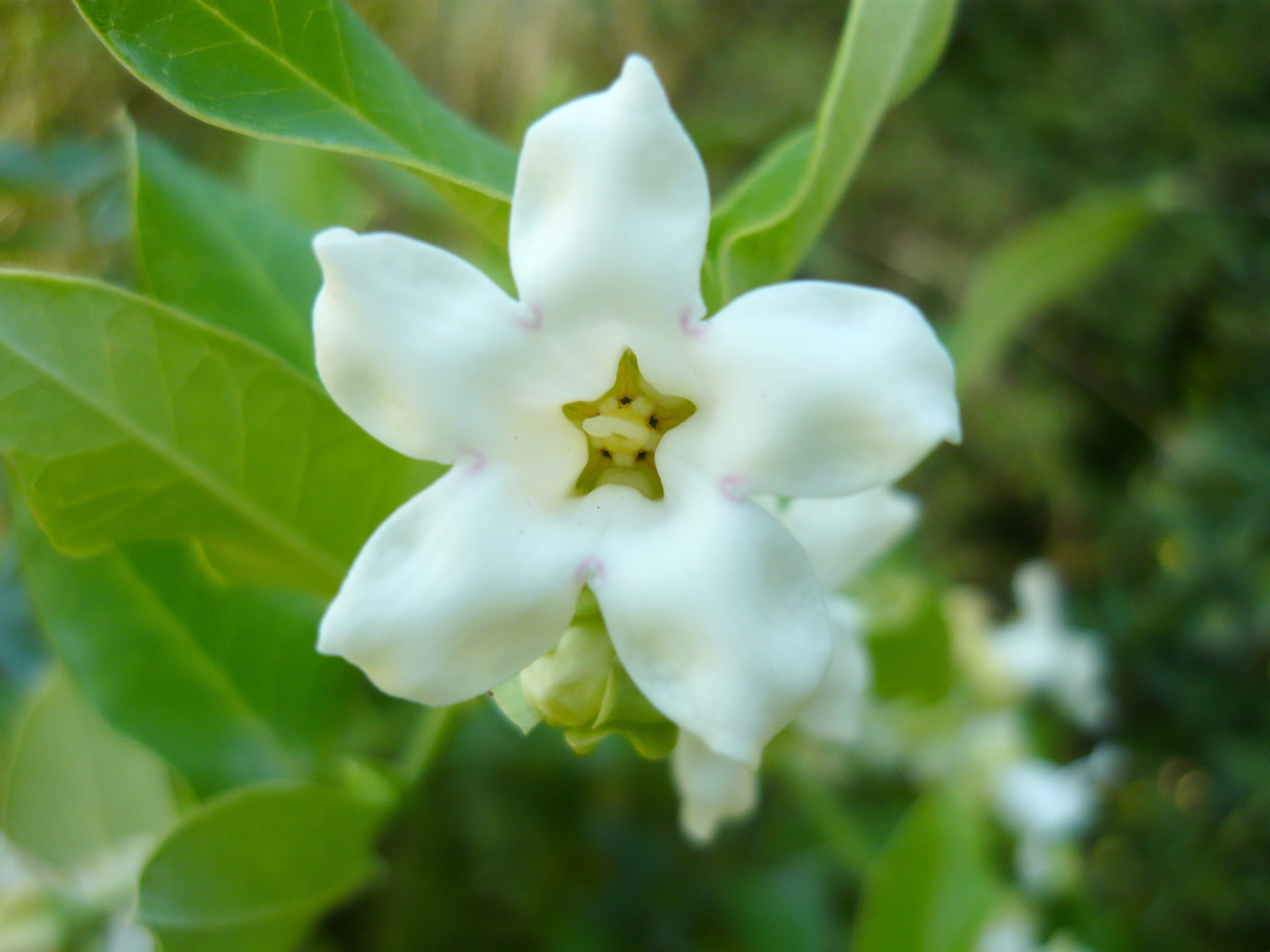
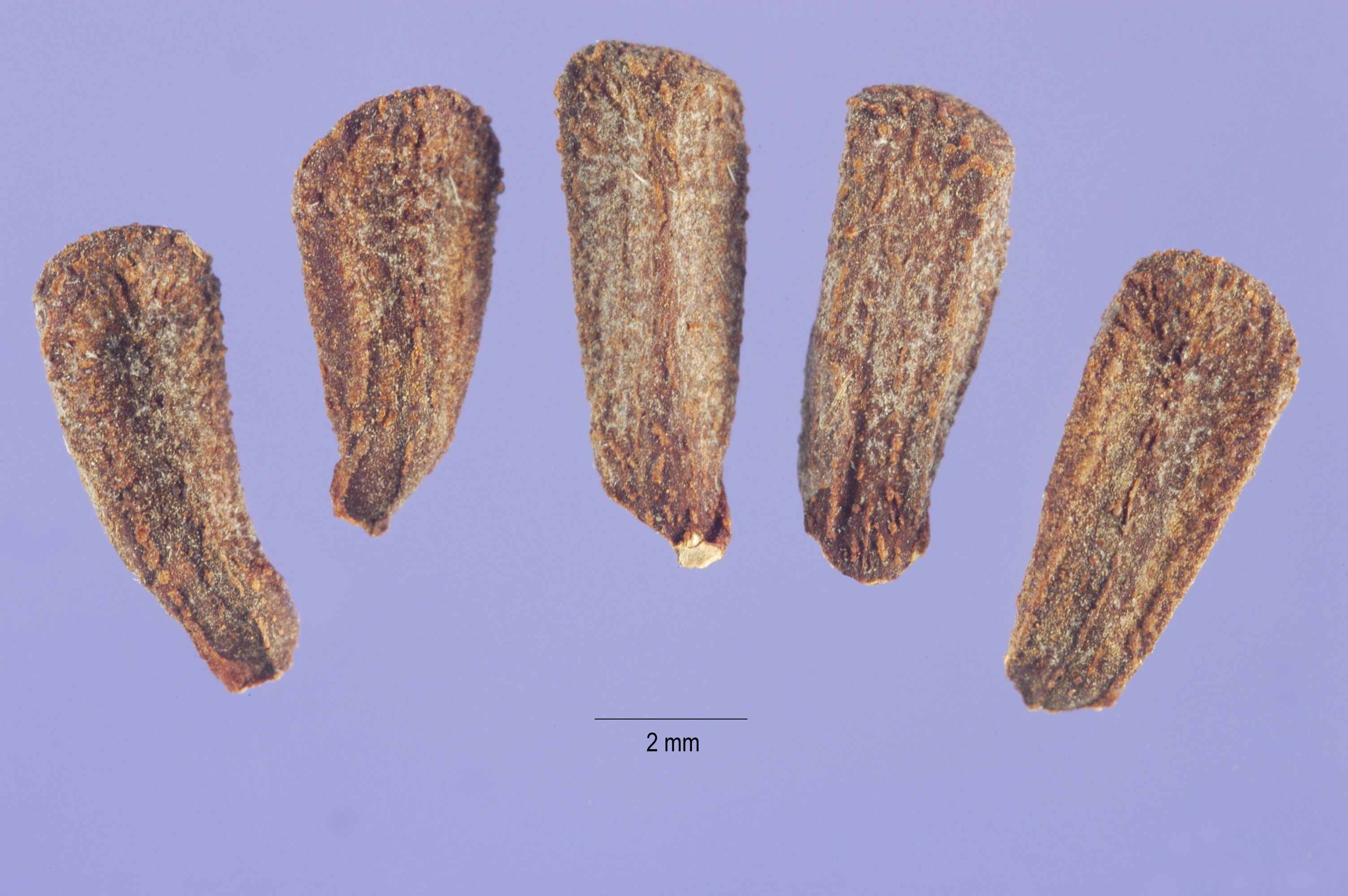